# Camille Walch

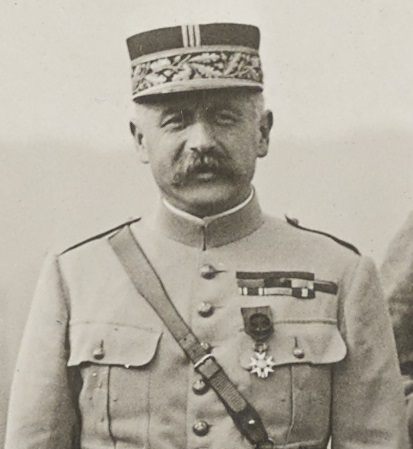
Camille Walch im Oktober 1918

Camille Walch (* 17. Mai 1870 in Mülhausen; † 9. August 1947 in Paris) war ein französischer General, der unter anderem vom 1. Juli 1924 bis zum 31. Januar 1927 Vorsitzender der Interalliierten Kontrollkommission (IMKK) für Deutschland sowie zwischen 1932 und 1935 Militärgouverneur von Straßburg war.

## Leben
Camille Walch absolvierte eine Ausbildung zum Offizier und fand danach verschiedene Verwendungen als Offizier des Heeres. Am 12. Juli 1911 wurde ihm als Major (Chef d’escadron) der Artillerie das Ritterkreuz der Ehrenlegion verliehen. Während des Ersten Weltkrieges war er vom 1. September 1914 bis zum 19. Januar 1916 zum 1. Büro des Obersten Hauptquartier abkommandiert und wurde dort am 1. November 1914 zum Oberstleutnant (Lieutenant-colonel) befördert. Danach war er vom 19. Januar 1916 bis zum 12. Januar 1917 Kommandeur des 8. Artillerieregiments (8e régiment d’artillerie) und erhielt als solcher am 4. April 1916 seine Beförderung zum Oberst (Colonel). Zugleich war er zwischen dem 19. Januar 1916 und dem 12. Januar 1917 in Personalunion Kommandeur der Artillerie der 11. Infanteriedivision (11e division d’infanterie) sowie im Anschluss vom 12. Januar bis zum 13. April 1917 Kommandeur der Artillerie des XIV. Korps (15e corps d’armée), ehe er zwischen dem 13. April und Juli 1917 Mitglied der Französischen Militärmission im Russischen Kaiserreich war. Nach seiner Rückkehr wurde er von Juli bis zum 1. September 1917 zum Ministerium für Rüstung und Kriegsproduktion (Ministre de l’Armement et des fabrications de guerre) abgeordnet und befand sich im Anschluss zwischen dem 1. September und dem 24. Dezember 1917 zur freien Verwendung. Anschließend war er vom 24. Dezember 1917 bis zum 19. September 1918 Kommandeur der Artillerie des XVII. Korps (17e corps d’armée) sowie zwischen dem 19. September und dem 10. November 1918 Kommandeur der Artillerie des I. US-Korps (I US Corps), mit dem er an der Maas-Argonnen-Offensive (26. September bis 11. November 1918) teilnahm. Am 28. September 1918 erhielt er das Offizierskreuz der Ehrenlegion.
Nach Ende des Krieges war Walch zwischen dem 11. November 1918 und dem 16. Mai 1919 abermals Kommandeur der Artillerie des XVII. Korps und wurde in dieser Verwendung am 23. Dezember 1918 auch zum Brigadegeneral (Général de brigade) befördert. Nach einer darauf folgenden Verwendung vom 16. Mai bis zum 20. August 1919 als Kommandeur der Artillerie des II. Korps (2e corps d’armée), war er zwischen dem 20. August 1919 und dem 4. Juli 1924 zunächst Mitglied sowie anschließend vom 24. Juli 1924 bis zum 1. März 1927 Vorsitzender der Interalliierten Kontrollkommission (IMKK) für Deutschland. In dieser Zeit wurde er am 12. Juli 1923 Kommandeur der Ehrenlegion. Als solcher erfolgte am 25. Juni 1924 auch seine Beförderung zum Generalmajor (Général de division) sowie am 13. November 1926 zum Generalleutnant (Général de corps d’armée). Er war zudem zwischen dem 25. Dezember 1926 und dem 14. Oktober 1932 Kommandierender General der 12. Militärregion (12e Région militaire). 
Während dieser Zeit wurde Camille Walch am 3. Februar 1930 auch zum General (Général d’armée) befördert und war danach vom 3. Februar 1930 bis zum 17. Mai 1935 auch Mitglied des Obersten Kriegsrates (Conseil supérieur de la guerre). Am 24. Dezember 1931 wurde er Großoffizier der Ehrenlegion. Am 14. Oktober 1932 löste er General Charles Brécard als Militärgouverneur von Straßburg (Gouverneur militaire de Strasbourg) ab und verblieb auf diesem Posten bis zu seiner Ablösung durch General Pierre Héring am 17. Mai 1935. In dieser Verwendung wurde ihm am 17. Januar 1935 auch das Großkreuz der Ehrenlegion verliehen. Im Anschluss schied er aus dem aktiven Militärdienst aus und befand sich bis zum 1. Juni 1940 im Ruhestand. Im Zweiten Weltkrieg wurde er während des Westfeldzuges am 1. Juni 1940 in den aktiven Militärdienst zurück berufen und war ab dem 5. Juni 1940 zusammen mit General Antoine Hure bis zum 1. Juli 1940 für einen Monat noch Generalinspektor der Militärregionen (Inspecteur général des régions militaires). Am 22. Juni 1940 unterzeichnete Frankreich den kapitulationsähnlichen Waffenstillstand von Compiègne.